# Фритигерн
Фритигерн (гот. Frithugarnis; не зна се тачно када је рођен, а умро је око 380. године) био је визиготски краљ између 369. и 380. године. Заузима значајно место међу вођама варварских племена који су отпочели процес који је резултовао падом Западног римског царства.

## Биографија
Пре 376. године Фритигерн је био један од готскох поглавара северно од доњег Дунава. За превласт над главнином готске популације сукобљавао се са Атанариком. Најзад, уз помоћ римског цара Валенса је поразио ривала и у знак захвалности, по традицији сачуваној код римских историчара 5. века (Сократ Схоластик, Созомен ...) примио је хришћанство у његовом аријанском виду. 
Године 376. Визиготи, бежећи пред хунском навалом, затражили су дозволу од Валенса да пређу Дунав и да се населе на римској територији где би били ван домашаја Хуна. Валенс је Фритигерновим присталицама дао дозволу да се населе у провинцији Мезији. Обећао им је да ће бити третирани као римски грађани ако буду служили као војска Римском царству. Фритигерн је од 376. године све теже владао својим народом, зато што су и многе Атанарикове присталице такође успеле да пређу Дунав.
Године 377, Визиготи су тражили помоћ од цара због глади која је харала у то доба њиховим земљама. Римски намесници, Луципин и Максимијан, не само да нису помогли, него су допринели стварању непријатељског става Визигота према Римљанима. На крају, дошло је до сукоба, и Фритигерн је са својим људима за кратко време освојио целу суседну провинцију, Тракију, која је била много богатија од Мезије. 
У првим сукобима са римском војском Фритигерн је умало избегао смрт код Марцијанопоља на Дунаву 377. године. Криза се наставила до 378. и 9. августа Фритигерн се осветио за пораз који су Римљани нанели његовом народу у бици код Ниша (лат. Naissus) 109 година раније, потукавши до ногу римске трупе у бици код Хадријанопоља. По Амијану Марцелину, Фритигерн је већ у периоду пре битке био један од најутицајнијих међу готским поглаварима.
Победа код Хадријаноппоља је ставила под визиготску контролу већи део Балканског полуострва, укључујући и Грчку. Само мале области, као Атина и Константинопољ, спасли су се од пљачке, делимично захваљујући томе што Фратигернова војска није имала одговарајућа оруђа, али и вештине, потребна за опсаде градова.
Фритигерн се у изворима помиње последњи пут у догађајима након ступања на престо новог источноримског цара Теодосија I (јануар 379.). Борбе између Римљана и Гота су вођени са променљивом срећом, али је током 381. Теодосије изгледа присилио варваре да се населе у Тракији. Фритигерн је највероватније преминуо пре 381. пошто се као најутицајнији готски владар, који је 11. јануара 382. скопио мир са царем, спомиње његов стари ривал Атанарик.